# Storkremla
Storkremla (Russula paludosa) är en svampart i familjen Russulaceae som hör till släktet kremlor. Den växer i barrskogar på fuktiga och magra marker. 
Fruktkroppen kommer under sensommar och höst. Till utseendet är hatten först halvklotformad, men senare blir den mer välvd och utbredd. Hos äldre exemplar syns en nedsänkning i hattens mitt. Bredden är 8–18 centimeter. Hatten är ofta äppelröd till tegelröd, men blekare gulrödaktiga exemplar förekommer också. I torr väderlek är hatten glansig. Om väderleken är fuktig blir hatthuden lite klibbig. 
Foten är vit till något rödtonad i färgen och har en höjd på 10–15 centimeter och en diameter på 2–4 centimeter.